# 培养基

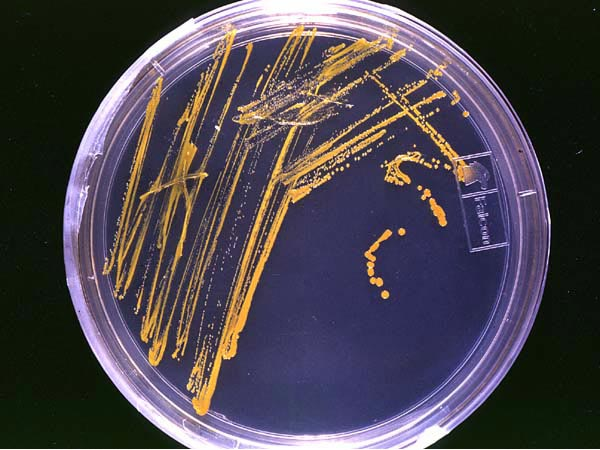
长有菌落（橙色）的琼脂平板

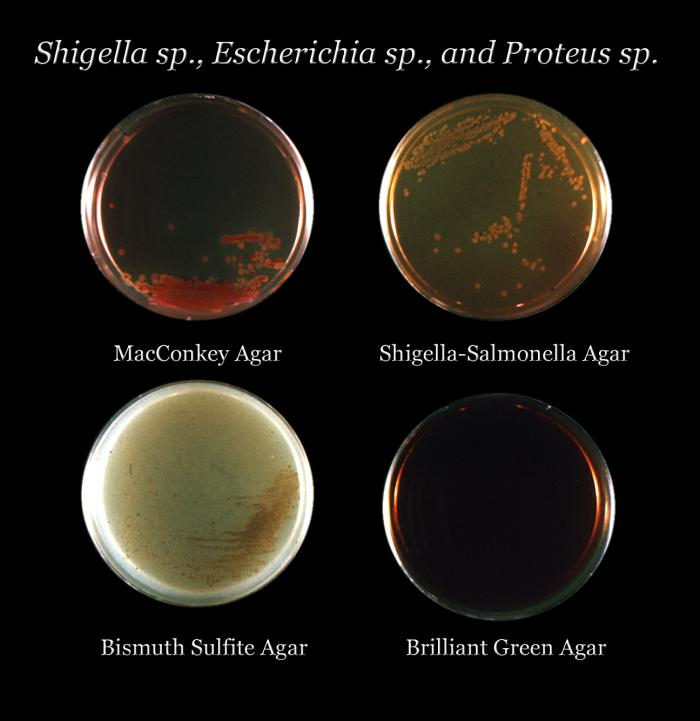
体现微生物四种不同代谢形式的培养基

培养基（culture medium）又称生长介质（growth medium），是由人工配制，用于培养微生物、细胞、组织、生物体，有利其生长繁殖或代谢物产生的的固态、半固态、液态混合营养基质或介质。
发酵培养基（fermentation medium）是针对发酵工业的培养基，以期达到生产最大发酵产物的目的。能设计且优化发酵培养基，是微生物产业化生产、发酵产品工业化的重要环节。

## 基本要求
- 培养基能够满足产物最经济的合成。
- 发酵后所形成的副产物尽可能的少。
- 培养基的原料应因地制宜，价格低廉；且性能稳定，资源丰富，便于采购运输，适合大规模储藏，能保证生产上的供应。
- 所选用的培养基应能满足总体工艺的要求，如不应该影响通气、提取、纯化及废物处理等。

## 分类
培养基按其组成物质的纯度、状态、用途可分为三大类型。除了這三種分別之外，培养基依照其用途可分为孢子（斜面）培养基、种子培养基和发酵培养基三种。

### 依纯度
合成培养基：是指原料其化學成分明確、穩定的培養基。適合於研究菌種基本代謝和過程的物質變化規律，但是培養基營養單一，價格較高，不適合用於大規模工業生產。
天然培养基：這一類培養基採用天然的原料，所以其原料來源豐富（大多為農副產品）、價格低廉、適於工業。然而原料品質等方面不加控制會影響生產的穩定性。

### 依状态
固体培养基：適合於菌種和孢子的培養和保存，也廣泛應用於有子實體的真菌類，如香菇、白木耳等的生產。
半固体培养基：在配好的液體培養基中加入少量的瓊脂(即海藻抽取物中的膠質，又稱「洋菜」)，一般用量為0.5%～0.8%，主要用於微生物的鑒定。
液体培养基：75～90%是水，其中配有可溶性的或不溶性的營養成分，是發酵工業大規模使用的培養基。

### 依用途
基礎培養基(basic medium)：微生物生長基本要素，可提供大部分微生物生長。
滋養培養基(Enriched media)：培養基中加入特殊養分，如血液、血清或動植物抽出液，能提供挑剔性的菌株生長養分。
選擇培養基(Selective media)：選擇性培養基主要的功用在於只繁殖特殊種類的細菌，培養基中加入抑制某一群微生物生長的物質，卻又不影響另一群微生物的繁殖；或含特定菌體生長良好之營養源，使其大量生長，例如甘露醇鹽瓊脂和馬康基氏瓊脂都是選擇性培養基。
鑑別培養基(Differential media)：培養基中含特殊營養成分，依代謝情況不同，使生長的各種微生物顯現出不同特性。
鑑定細菌特性用培養基：用以測定微生物特性之培養基，如產色素培養基、運動性試驗培養基、酵素能力試驗培養基、基質利用培養基、碳水化合物發酵試驗培養基、測定特殊代謝物試驗培養基。
保存及攜送培養基：維持微生物數目，使在接種至培養基前不增加也不減少。

### 依行业
培养基依照应用行业主要分为食品饮料检测培养基、包装饮用水检测培养基、乳制品检测培养基、农牧渔业用培养基、第三方检测实验用培养基和生物医药用培养基。

## 成分及来源

### 碳源
即提供微生物菌种的生长繁殖所需的能源和合成菌体所必需的碳成分，同时提供合成目的产物所必须的碳成分。常见的来源主要有糖类、油脂、有机酸、正烷烃等。工业上常用的糖类主要包括：葡萄糖、糖蜜（制糖生产时的结晶母液）、淀粉等。

### 氮源
氮源主要用于构成菌体细胞物质（氨基酸，蛋白质、核酸等）和含氮代谢物。常用的氮源可分为两大类：有机氮源和无机氮源。有机氮源和无机氮源应当混合使用，在发酵早期应使用容易利用易同化的氮源，即无机氮源；到了中期，菌体的代谢酶系已形成，则利用蛋白质。

#### 无机氮源
无机氮源主要包括铵盐、硝酸盐和氨水。微生物对它们的吸收快，所以也称之谓迅速利用的氮源。但无机氮源的迅速利用常会引起pH的变化。
无机氮源被菌体作为氮源利用后，培养液中就留下了酸性或碱性物质，这种经微生物生理作用（代谢）后能形成酸性物质的无机氮源叫生理酸性物质，如硫酸铵；若菌体代谢后能产生碱性物质的则此种无机氮源称为生理碱性物质，如硝酸钠。正确使用生理酸碱性物质，对稳定和调节发酵过程的pH有积极作用。

#### 有机氮源
有机氮源主要来源于工业上一些廉价的原料：花生饼粉、黄豆饼粉、棉子饼粉、玉米浆、玉米蛋白粉、牛肉膏、蛋白胨、酵母粉、鱼粉、蚕蛹粉、尿素、废菌丝体和酒糟等。其成分复杂，除提供氮源外，有些有机氮源还提供大量的无机盐及生长因子。

### 无机盐与微量元素
这类物质的作用各不相同，主要在碳氮源上以盐形式为补充。
- 九大元素：碳，氫，氧，氮，磷，硫，钾，鈣，鎂
- 微量元素：硼，錳，鋅，鉬，鈷，碘，銅等

### 生长因子、前体和产物促进剂
- 生长因子

从广义上讲，凡是微生物生长不可缺少的微量的有机物质，如氨基酸、嘌呤、嘧啶、维生素等均称生长因子。如以糖质原料为碳源的谷氨酸生产菌均为生物素缺陷型，以生物素为生长因子，生长因子对发酵的调控起到重要的作用。有机氮源是这些生长因子的重要来源，多数有机氮源含有较多的B簇维生素和微量元素及一些微生物生长不可缺少的生长因子。
- 前体

前体指某些化合物加入到发酵培养基中，能直接为微生物在生物合成过程中合成到产物物分子中去，而其自身的结构并没有多大变化，但是产物的产量却因加入前体而有较大的提高。
- 产物促进剂

指那些非细胞生长所必须的营养物，又非前体，但加入后却能提高产量的添加剂。其提高产量的机制还不完全清楚，其原因可能是多方面的，主要包括：有些促进剂本身是酶的诱导物；有些促进剂是表面活性剂，可改善细胞的透性，改善细胞与氧的接触从而促进酶的分泌与生产，也有人认为表面活性剂对酶的表面失活有保护作用；有些促进剂的作用是沉淀或螯合有害的重金属离子。

### 水
对于发酵工厂来说，恒定的水源是至关重要的，因为在不同水源中存在的各种因素对微生物发酵代谢影响甚大。水源质量的主要考虑参数包括pH值、溶解氧、可溶性固体、污染程度以及矿物质组成和含量。

## 培养基的设计与优化
目前还不能完全从生化反应的基本原理来推断和计算出适合某一菌种的培养基配方，只能用生物化学、细胞生物学、微生物学等的基本理论，参照前人所使用的较适合某一类菌种的经验配方，再结合所用菌种和产品的特性，采用摇瓶、玻璃罐等小型发酵设备，按照一定的实验设计和实验方法选择出较为适合的培养基。 
培养基设计的基本步骤是：
1. 根据前人的经验和培养基成分确定时一些必须考虑的问题，初步确定可能的培养基成分
2. 通过单因子实验最终确定出最为适宜的培养基成分
3. 当培养基成分确定后，剩下的问题就是各成分最适的浓度，由于培养基成分很多，为减少实验次数常采用一些合理的实验设计方法。这些实验往往基于多因子实验，包含均匀设计、正交实验设计、响应面分析等。

## 发酵培养基的实例
- 大肠杆菌高密度培养

碳源：葡萄糖、甘油
氮源：胰蛋白胨、酵母膏
无机盐：氯化钠等
- 动物细胞培养基

基础培养基：F12、DMEM等
血清（5-10%）：胎牛血清（FBS）、小牛血清（CS）、马血清（HS）
水：超纯水
其它：NaHCO3（CO2）、抗生素